# إعصار موور 2013

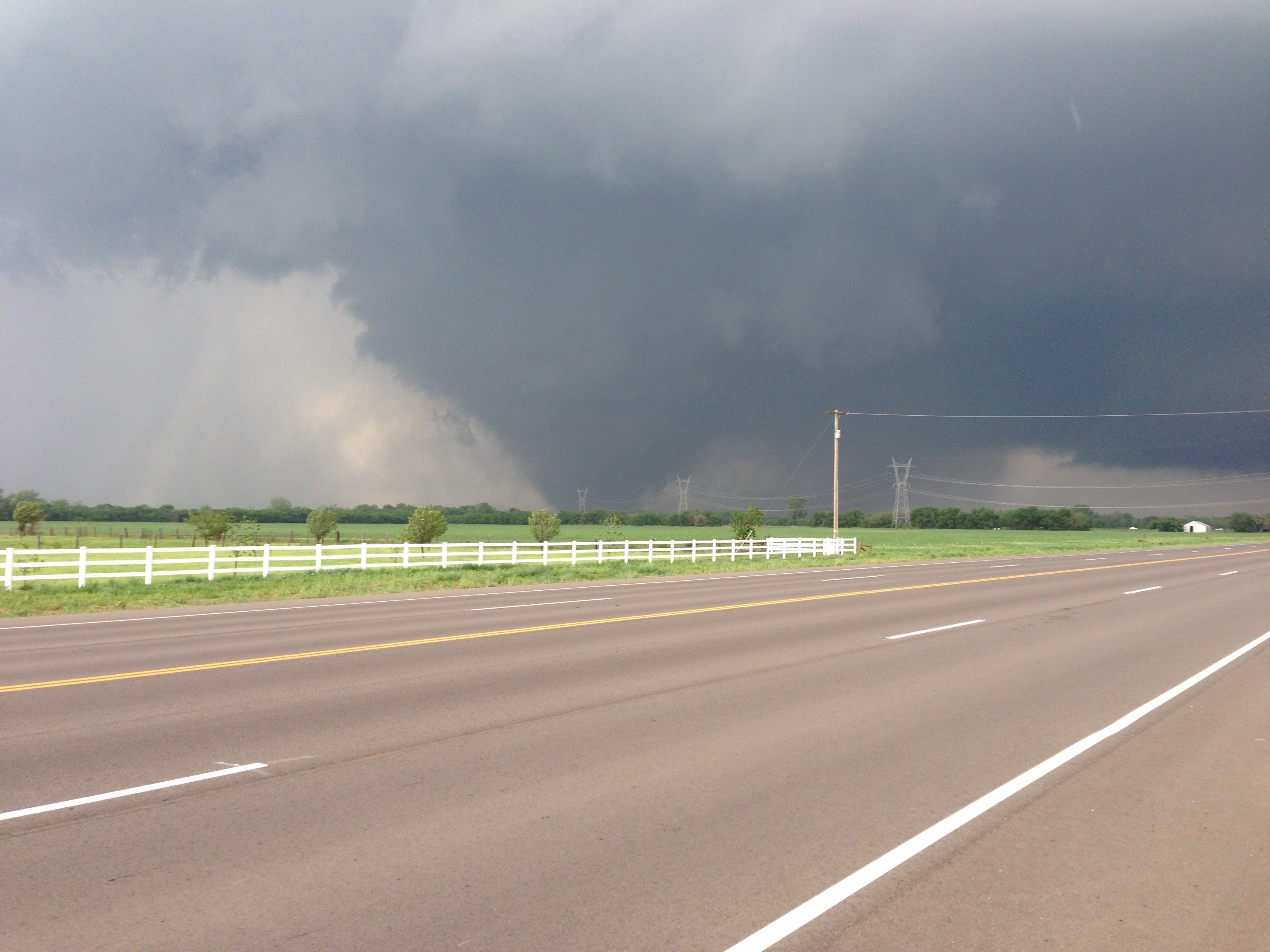
صورة لإعصار موور.

صور رادارية لإعصار مور مع كرة حطام والتوقيع هوك صدى

وقع إعصار موور 2013 (بالإنجليزية: 2013 Moore tornado)‏ في ما بعد ظهيرة يوم 20 مايو 2013. ضرب الإعصار الذي كان من الدرجة الخامسة على مقياس EF وبسرعة رياح قصوى بلغت 350 كم في الساعة، بشكل رئيسي مدينة موور في أوكلاهوما والمناطق المحيطة بها متسببًا في مقتل 42 شخصًا من بينهم 9 أطفال وأصيب أكثر من 240 آخرين. وهو الإعصار الثالث الذي تتعرض له مدينة مور في 14 عامًا.

## الضحايا
أصيب ما بين 237 و240 شخصًا، وقتل 24 من بينهم 9 أطفال وفقًا لمكتب الطب الشرعي في أوكلاهوما. تحدثت إفادات سابقة من مسؤولين عن مقتل 91 شخصًا، أن ذلك العدد كان نتيجة تسجيل الأسماء أكثر من مرة.

## التأثير
بين 12،000 إلى 13،000 المنازل التي دمرت أو تضررت وتأثر 33،000 شخص.
معظم المناطق في مسار العاصفة تعرضت لأضرار كارثية.

## بعد الاعصار

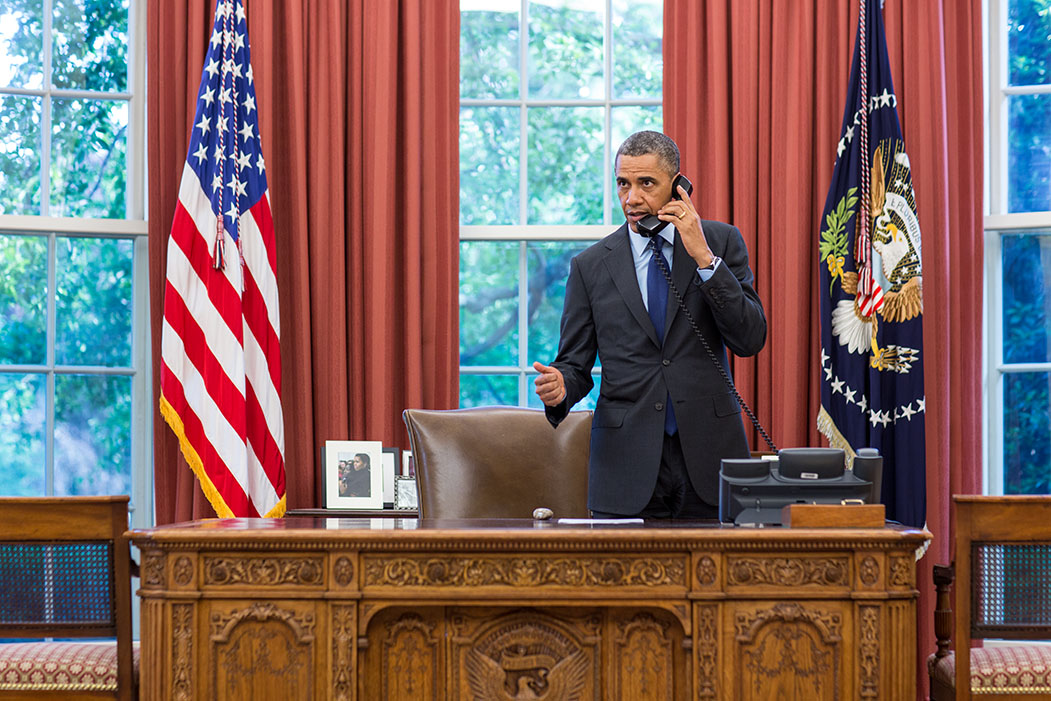
الرئيس الأمريكي.

أعلن حاكم ماري فالن حالة الطوارئ في اليوم ضرب اعصار. وقالت انها عقدت أول مؤتمر صحفي لها ظهر يوم 21 مايو.وكالة إدارة الطوارئ الاتحادية (الفيدرالية) نشرفرق الإنقاذ إلى المناطق التي ضربها اعصار، وقدم أفراد قيادة الحادث لتنظيم ودعم جهود الإنقاذ. تم نشرأيضا الحرس الوطني أوكلاهوما. وتحدث المحافظ فالن أيضا مع الرئيس أوباما، الذي قدم العون وقدم لها خط هاتفي مباشر إلى مكتبه.